# Alexander Stubb
Alexander Stubb, né le 1er avril 1968 à Helsinki, est un homme d'État finlandais, membre du Parti de la coalition nationale (Kok) et président de la république de Finlande depuis le 1er mars 2024.
Après des études à l'étranger, il travaille d'abord en tant que chercheur entre 1995 et 2001. Il est ensuite conseiller au niveau de l'Union européenne. En 2004, il se fait élire député au Parlement européen.
Il est appelé au gouvernement finlandais en 2008, comme nouveau ministre des Affaires étrangères. Il devient ministre des Affaires européennes à la suite des élections législatives de 2011, après avoir été élu député au Parlement de Finlande.
En 2014, après avoir été élu président du Parti de la coalition nationale, il est nommé Premier ministre et prend la succession de Jyrki Katainen, jusqu'à la défaite de son parti aux élections législatives de mai 2015. Il devient alors ministre des Finances dans le gouvernement du centriste Juha Sipilä et le reste jusqu'à sa défaite contre Petteri Orpo à la convention de son parti en juin 2016.
Depuis 2017, il est vice-président et membre du Comité de direction de la Banque européenne d'investissement. 
Candidat du Parti de la coalition nationale à l'élection présidentielle de 2024, il parvient à se qualifier pour le second tour, qu'il remporte face à l'écologiste Pekka Haavisto.

## Biographie
Son père appartenant à la minorité suédoise de Finlande, il est bilingue dès l'enfance.

### Une formation internationale
Il achève sa scolarité secondaire à Helsinki en 1988 et s'inscrit à l'université Furman, aux États-Unis. Il y obtient cinq ans plus tard un baccalauréat universitaire ès lettres et rejoint alors l'université Panthéon-Sorbonne, où il est diplômé en 1994 de langue et civilisation françaises.[réf. souhaitée]

### Carrière de chercheur
En 1995, alors qu'il commence une carrière de chercheur au ministère finlandais des Affaires étrangères, il passe avec succès une maîtrise universitaire ès lettres auprès du Collège d'Europe et intègre la délégation finlandaise à la Conférence intergouvernementale (CIG) pour le traité d'Amsterdam.
Le traité est signé en 1997, année où il rejoint l'Académie de Finlande. Il la quitte en 1999, lorsqu'il devient chercheur à la représentation permanente auprès de l'Union européenne (UE), membre de la délégation pour la CIG du traité de Nice. En parallèle, il obtient un doctorat en politique internationale à la London School of Economics (LSE).
Il est en outre recruté en 2000 comme professeur invité du Collège d'Europe à Bruges où il enseignera jusqu'à 2007.
De 2020 à 2023 il est professeur à l'Institut universitaire européen à Fiesole près de Florence.

### Un important parcours européen
De 2001 à 2003, il est conseiller du président de la Commission européenne Romano Prodi. Il renonce en 2003 pour réintégrer la représentation permanente, toujours en tant que conseiller, et la délégation à la CIG du traité établissant une constitution pour l'Europe (TECE).[réf. souhaitée]
Aux élections européennes du 13 juin 2004, il est élu député au Parlement européen et remporte 115 224 voix de préférence. Il est ainsi le deuxième mieux élu après la libérale Anneli Jäätteenmäki. Il siège alors au groupe PPE-DE et fait partie de la commission des affaires constitutionnelles et de la commission du contrôle budgétaire.
Lors du renouvellement des postes en milieu de législature le 31 janvier 2007, il est désigné vice-président de la commission du marché intérieur et de la protection des consommateurs, tout en continuant de siéger à la commission de contrôle budgétaire.

### Ministre à deux reprises
Le 4 juin 2008, à 40 ans, Alexander Stubb est nommé ministre des Affaires étrangères dans le gouvernement de coalition du Premier ministre libéral Matti Vanhanen. Il prend alors la succession d'Ilkka Kanerva, contraint à la démission pour une affaire de mœurs. Il est reconduit lorsque Mari Kiviniemi prend la succession de Vanhanen, en 2010.
Il se présente aux élections législatives du 17 avril 2011 dans la circonscription d'Uusimaa et remporte 41 768 votes préférentiels. Il s'agit du deuxième meilleur score national, après le populiste Timo Soini. Il devance même de plus de 18 000 voix Jyrki Katainen, le président de son parti le Kok. À la formation du gouvernement Katainen le 22 juin suivant, il est déplacé et obtient le nouveau poste de ministre des Affaires européennes et du Commerce extérieur.
Ayant accepté de se présenter aux élections européennes du 25 mai 2014, il remporte 148 190 suffrages, soit le meilleur score national. Il dépasse de 68 000 votes le candidat arrivé en deuxième position des voix de préférence.

### Président du Kok
Avec la volonté de Katainen de rejoindre les institutions européennes, le Kok est convoqué en congrès le 14 juin 2014 pour choisir son nouveau président et futur Premier ministre. Au second tour de scrutin, Alexander Stubb remporte 500 voix, contre 349 à sa collègue ministre des Affaires sociales Paula Risikko. Il est perçu comme libéral, jouit d'une bonne image auprès des jeunes et défend l'adhésion du pays à l'OTAN.

### Premier ministre
Cinq jours plus tard, il conclut un accord de coalition avec le Parti social-démocrate de Finlande (SDP), la Ligue verte (Vihr), le Parti populaire suédois de Finlande (SFP) et les Chrétiens-démocrates (KD), qui constituaient déjà la majorité soutenant le gouvernement Katainen. Cet accord, intitulé « Relever la Finlande : croissance et emploi », prévoit un paquet de croissance d'un montant de 1,1 milliard d'euros, dont 410 millions de baisse d'impôt et des investissements pour le développement des infrastructures urbaines. Ce programme, qui met l'accent sur la création d'emplois et l'accroissement du pouvoir d'achat, doit permettre une réduction de la dette publique dès l'année 2018.
Alexander Stubb est élu Premier ministre par la Diète nationale le 23 juin 2014, recevant 96 voix favorables contre 76, tandis que 25 députés étaient absents. Son gouvernement est formellement nommé le lendemain par le président de la République Sauli Niinistö.
Son gouvernement poursuit une politique de « réformes structurelles » et de baisse des dépenses publiques. Une série de mesures est adoptée, comprenant la hausse de l'âge de la retraite, la baisse du temps d'étude, ou encore des incitations au retour à l'emploi pour les inactifs et les jeunes mères.

### Ministre des Finances
Lors des élections législatives d'avril 2015, il est réélu à l'Eduskunta avec 27 129 voix de préférence dans la circonscription d'Uusimaa, soit le meilleur résultat pour un candidat de son parti et le deuxième dans la circonscription après le dirigeant des Vrais Finlandais, Timo Soini. Néanmoins son parti termine second en nombre de voix derrière le Parti du centre (Kesk) avec 18 % (contre 21 % pour le Kesk) et troisième en nombre de sièges avec 37 députés (49 pour le Kesk et 39 pour les Vrais Finlandais).
Le 29 mai 2015, il cède donc la place de Premier ministre au centriste Juha Sipilä, et devient ministre des Finances dans le nouveau gouvernement tripartite composé du Kesk, du Kok et des Vrais Finlandais.
Il participe à la réunion du Groupe Bilderberg de 2015,.
Lors du congrès du Kok de 2016, il est battu pour la présidence du parti au second tour par le ministre de l'Intérieur Petteri Orpo, qui le devance de 80 voix. Il quitte le gouvernement mais reste député.

### Banque européenne d'investissement
En août 2017, il est nommé vice-président et membre du Comité de direction de la Banque européenne d'investissement.
En mai 2020, il devient directeur de l'école de la gouvernance transnationale (School of Transnational Governance) de l'Institut universitaire européen.

### Candidature à la présidence de la Commission européenne
Lors de la campagne préparatoire des élections européennes de 2019, il annonce sa candidature le 2 octobre 2018 au poste de président de la Commission européenne face à l'Allemand Manfred Weber, également membre du PPE, et aux candidats des autres partis politiques européens en lice pour être spitzenkandidaten. Il se définit comme une personnalité de « centre droit modéré » et souhaite mener une « campagne proeuropéenne, positive et optimiste » en défendant une place de l'UE accrue sur la scène internationale et la défense des valeurs européennes,.

### Élection présidentielle de 2024
En août 2023, il se déclare candidat à l’élection présidentielle finlandaise de 2024. Il devient officiellement candidat lors de la réunion extraordinaire du Parti de la coalition nationale en octobre 2023.
Lors du premier tour du 28 janvier 2024, il arrive en tête  avec 27,2 % des voix et est donc qualifié pour le second tour. Alexander Stubb est alors décrit comme un atlantiste, « favorable à un engagement sans limite au sein de l'Otan ». Il soutient en particulier la modification de la législation pour autoriser le stockage et le transport d'armes nucléaires sur le territoire finlandais. Il se déclare également ouvert à l'évolution du statut des îles Åland, une province autonome en mer Baltique, démilitarisées depuis le milieu du XIXe siècle. Le 11 février 2024, il obtient 51,6 % des voix lors du second tour, devançant l'ex-ministre des Affaires étrangères, Pekka Haavisto. Son mandat, d'une durée de 6 ans, commence le 1er mars.

### Vie privée et familiale
Il est marié à Suzanne Innes, rencontrée au Collège d'Europe. Ensemble, ils ont une fille née en 2001 et un fils né en 2004. Outre le finnois, il parle le suédois, l'anglais, le français et l'allemand. En 2022, il vit en Italie qu'il quitte l'année suivante pour participer à la campagne présidentielle.

## Distinctions

### Décorations finlandaises
- Grand-croix avec collier de l'ordre de la Rose blanche, de droit en qualité de grand maître de l'ordre (depuis le 1er mars 2024)[25]
- Grand-croix de l'ordre du Lion de Finlande, de droit en qualité de grand maître de l'ordre (depuis le 1er mars 2024)[25]
- Grand-croix de l'ordre de la croix de la Liberté, de droit en qualité de grand maître de l'ordre (depuis le 1er mars 2024)[25]

### Décorations étrangères
- Collier de l'ordre de Terra Mariana (Estonie, 2024)[26]; 
  - 1ère classe en 2014[27]
- Officier de la Légion d'honneur (France, 2018)[28]
- Chevalier grand-croix de l'ordre du Mérite de la République italienne‎ (2008)[29]
- Grand-croix de l'ordre royal norvégien du Mérite (2012)[30]
- Chevalier de l'ordre des Séraphins (Suède, 2024)